# Kadaverin
Kadaverin, nazývaný též pentamethylendiamin či pentan-1,5-diamin, je alifatickým diaminem. Molekulový vzorec je NH2(CH2)5NH2. Vzniká, podobně jako putrescin, dekarboxylací aminokyseliny lysinu například při hnití masa. Jeho toxické účinky jsou podobné jako účinky amoniaku. Označuje se jako mrtvolný jed.